# Distretto di Fidel OIivas Escudero
Il distretto di Fidel OIivas Escudero è un distretto del Perù nella provincia di Mariscal Luzuriaga (regione di Ancash) con 2.309 abitanti al censimento 2007 dei quali 217 urbani e 2.092 rurali.
È stato istituito il 5 maggio 1960.